# 清华大学国情研究院
清华大学国情研究院（Institute for Contemporary China Studies, Tsinghua University）简称国情研究院，成立于2011年12月，其前身为2000年1月成立的中国科学院-清华大学国情研究中心（CCS，Center for China Studies）。

## 简介
国情研究院作为校级科研机构，依托清华大学公共管理学院运行，院长和首席专家为胡鞍钢教授。
2015年入选全国首批25家国家高端智库建设试点单位。至2019年末，国情研究院骨干研究团队有教授5人，副教授4人，助理教授3人，博士后研究人员20余人。